# مازرای کریسمس

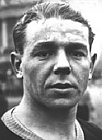
تصویری سیاه و سفید از او

مازرای کریسمس (انگلیسی: Natale Masera؛ زادهٔ ۱ ژوئن ۱۹۱۰) بازیکن فوتبال اهل ایتالیا است.
از باشگاه‌هایی که در آن بازی کرده‌است می‌توان به باشگاه فوتبال اینتر میلان، باشگاه فوتبال کرمونزه، باشگاه فوتبال ارورا پرو پاتریا ۱۹۱۹، باشگاه فوتبال باری، باشگاه فوتبال ناپولی، و باشگاه فوتبال وارزه اشاره کرد.